# عبد الكريم جودة
يعتبر الدكتور المهندس عبد الكريم جودة من الشخصيات العامة في الساحة الفلسطينية.

## التحصيل الدراسي
- بكالوريوس هندسة ميكانيك من جامعة القاهرة في مصر.
- دبلوم الصحة العامة من كلية إمبريال في لندن - المملكة المتحدة.
- شهادة ماجستير في الصحة العامة جامعة لندن -المملكة المتحدة.
- شهادة دكتوراه في الصحة العامة جامعة سالفورد - المملكة المتحدة.

## أعماله ومنجزاته
- محاضر سابق بكلية العلوم - الجامعة الإسلامية - غزة.
- عضو مجلس أمناء جامعة فلسطين - غزة.
- رئيس اتحاد الموظفين العرب بوكالة الغوث الدولية UNRWA سابقاً.
- أمين صندوق إدخار موظفي الشرق الأوسط بوكالة الغوث الدولية UNRWA سابقاً.
- رئيس دائرتي الهندسة وصحة البيئة بوكالة الغوث الدولية UNRWA.
- أحد مستشاري كلية الهندسة لتقرير المنهاج-الجامعة الإسلامية - غزة.
- مستشار سابق بوزارة الحكم المحلي.
- خبير سابق بوزارة التخطيط والتعاون الدولي.
- أمين سر وأمين صندوق بنقابة المهندسين منذ عام 1980م لغاية عام 2002م.
- * عضو مجالس إدارة العديد من الجمعيات الخيرية.
- حاصل على العديد من الدورات التدريبية والعلمية في دول عربية وأوروبية.
- شارك بالعديد من ورش العمل والمؤتمرات والندوات والفعاليات المحلية والدولية.